# أوتيس كولويل
أوتيس كولويل هو قاضي صلح ‏ وشخصية أعمال وسياسي أمريكي، (و. العقد 1790  م). نشط حزبياً في الحزب الديمقراطي. وقد انتخب عضو جمعية ولاية ويسكونسن ‏.